# Comuna Tîșîțea, Berezne
Tîșîțea (în ucraineană Тишиця) este o comună în raionul Berezne, regiunea Rivne, Ucraina, formată din satele Bohuși, Kneazivka și Tîșîțea (reședința).

## Demografie
Componența lingvistică a comunei Tîșîțea
     Ucraineană (99,9%)
     Alte limbi (0,11%)
Conform recensământului din 2001, majoritatea populației comunei Tîșîțea era vorbitoare de ucraineană (99,9%), existând în minoritate și vorbitori de alte limbi.